# Олень (приток Шиворони)
Олень — река в России, протекает по Киреевскому району Тульской области. Устье реки находится в 20 км от устья Шиворони по левому берегу. Длина реки составляет 22 км, площадь водосборного бассейна — 132 км².
Река берёт своё начало в посёлке Олень. Родник, из которого река берёт начало, известен тем, что к нему на водопой часто наведывались олени, отсюда и название.
В 3,3 км от устья слева впадает река Батурка.
На реке стоит город Киреевск.

## Данные водного реестра
По данным государственного водного реестра России относится к Окскому бассейновому округу, водохозяйственный участок реки — Упа от истока и до устья, речной подбассейн реки — Бассейны притоков Оки до впадения Мокши. Речной бассейн реки — Ока.
Код объекта в государственном водном реестре — 09010100312110000018987.